# Hageniella micans
Hageniella micans là một loài Rêu trong họ Sematophyllaceae. Loài này được (Mitt.) B.C. Tan & Y. Jia mô tả khoa học đầu tiên năm 1999.